# Zend Technologies
Zend Technologies (en hebreu: זנד טכנולוגיות) és una de l'empresa californiana de programari d'infraestructura World Wide Web amb seu a Cupertino, Califòrnia,Estats Units. El seu centre tecnològic es troba a Ramat Gan, Israel, i les seves oficines són a França, Itàlia i Alemanya. Les operacions de la companyia estan centrades en els productes relacionats amb el desenvolupament, el desplegament i la gestió de les aplicacions PHP basades en la web, incloent Zend Studio.

## Història
Zend Technologies va ser fundat per Andi Gutmans i Zeev Suraski, que juntament amb altres israelians graduats del Technion, van reescriure el llenguatge PHP després que fos creat per Rasmus Lerdorf.

### 1997
El 1997, Gutmans i Suraski van reescriure l'analitzador sintàctic de PHP-FI, escrit originalment per Lerdorf. El resultat va ser PHP 3.

### 1998
El 1998 es va redissenyar l'analitzador complet, i el van anomenar motor Zend. El nom Zend és una combinació dels noms dels fundadors Zeev i Andi. PHP 4 es basa en la primera versió del motor Zend.

### 1999
El 1999, la seva companyia Zend Technologies es va establir formalment i va rebre finançament inicial de capital de risc dels fons israelians Platinum Neurone Ventures i Walden Israel, un executiu de negocis amb experiència, Doron Gerstel, va ser contractat per dirigir la companyia com a director general.

### 2004
En el juliol de 2004, Zend Technologies va recaptar 8 milions de dòlars en un finançament de sèrie C i va establir la seu als EUA.

### 2005
En el gener de 2005 Intel Cabdal i SAP Ventures, es van unir als inversors existents en Zend Technologies.

### 2006
En el juny de 2006, Zend Technologies va rebre el premi a la millor empresa Startup en la conferència anual de la Israeli Venture Association, que va tenir lloc a Tel-Aviv. El premi va ser presentat pel primer ministre israelià, Ehud Olmert. En l'agost de 2006 Zend va recaptar 20 milions de dòlars en un finançament de Sèrie D.

### 2009
En el febrer de 2009, el co-fundador de Zend Andi Gutmans va ser nomenat conseller delegat, després d'haver servit prèviament com a vicepresident de Recerca i Desenvolupament de la companyia. Zend també va reclutar a Mark Burton, qui anteriorment va exercir el paper de vicepresident executiu de vendes i aliances a tot el món en MySQL, com a President Executiu.

## Productes
- Zend Server

Zend servidor és un servidor d'aplicacions web per executar i administrar aplicacions PHP. Zend Server ve amb una funció de control de l'aplicació, el problema de diagnòstic d'aplicacions, emmagatzematge en caché i les capacitats d'optimització i un administrador de Web basada en consola. Inclouen una prova de distribució de PHP, Zend Framework, i de connectivitat quadro a tots els bases de dades comunes, la connectivitat de Java, i un servidor PHP integrat de descàrrega i escalable (per Linux solament).
- Zend Server Community Edició

La Zend Server Community Edició és una versió del servidor d'aplicacions PHP Zend Server. Zend Server Community Edition és fàcil d'instal·lar, compatible amb Linux, Windows i Mac US X, i s'actualitza periòdicament per Zend.
- Plataforma Zend

Zend Platform és un producte que s'executa en un servidor web, el seguiment de PHP i aplicacions d'informes sobre els resultats i els possibles problemes. També ofereix un accelerador de PHP (sovint confós amb el lliure Zend Optimizer), un contingut de caché de solució incloent una API d'emmagatzematge en caché de la pàgina parcial, l'agrupació de sessió i la gestió de nombroses eines. Zend Platform pot ser usat en conjunció amb Zend Studio per fer la depuració remota i perfil de les aplicacions PHP en el seu entorn de servidor d'origen.
- Zend Studio

Zend Studio és un complet entorn de desenvolupament integrat per al llenguatge de programació PHP. Està escrit en Java, i està disponible per a les plataformes Microsoft Windows, Mac US X i GNU/Linux.
- Zend Guard

Zend Guard ofereix protecció a la distribució massiva d'aplicacions comercials de PHP.
- Zend Certified Engineer

Zend també ofereix una prova de certificació PHP i que les persones que passen l'examen amb èxit obtenen la Zend Certified Engineer (ZCE).

## Projectes Patrocinats
- Zend Engine

Zend Engine és el cor de PHP, originalment escrita per Andi Gutmans i Zeev Suraski. La primera versió del motor Zend va ser enviada amb PHP 4. Zend patrocina a alguns desenvolupadors a contribuir activament en el motor, mentre que el desenvolupament principal del motor Zend avui prové dels contribuents al projecte PHP.
- Zend Framework

El marc de treball Zend, és un codi obert, d'aplicacions web orientades a objectes, està escrit en PHP 5 i compta amb la nova llicència BSD.
- Simple Cloud API

El Simple Cloud API és un codi obert el qual és una iniciativa per permetre als desenvolupadors usar una interfície comuna per accedir a múltiples serveis de diferents proveïdors en el núvol computacional.